# Serval
O serval  (Leptailurus serval) é um mamífero carnívoro da família dos felídeos. Mede cerca de 85 cm, mais 40 cm de cauda. São felinos de porte médio, sendo que em seu habitat são menores do que felinos de grande porte como as panteras (leões e leopardos) e guepardos mas maiores do que felinos de pequeno porte como os gatos selvagens africanos.

## Domesticação
Embora não sejam animais domesticados, os servais são por vezes criados em lares particulares como qualquer outro animal de estimação. Em muitos países e estados é necessário uma licença especial para um animal selvagem ser mantido em casa. Um dos factores que faz com que os servais adoeçam, quando são tratados como simples gatos, é o facto de os seus "donos" os alimentarem como tal, em vez da carne crua a que os animais estão habituados.

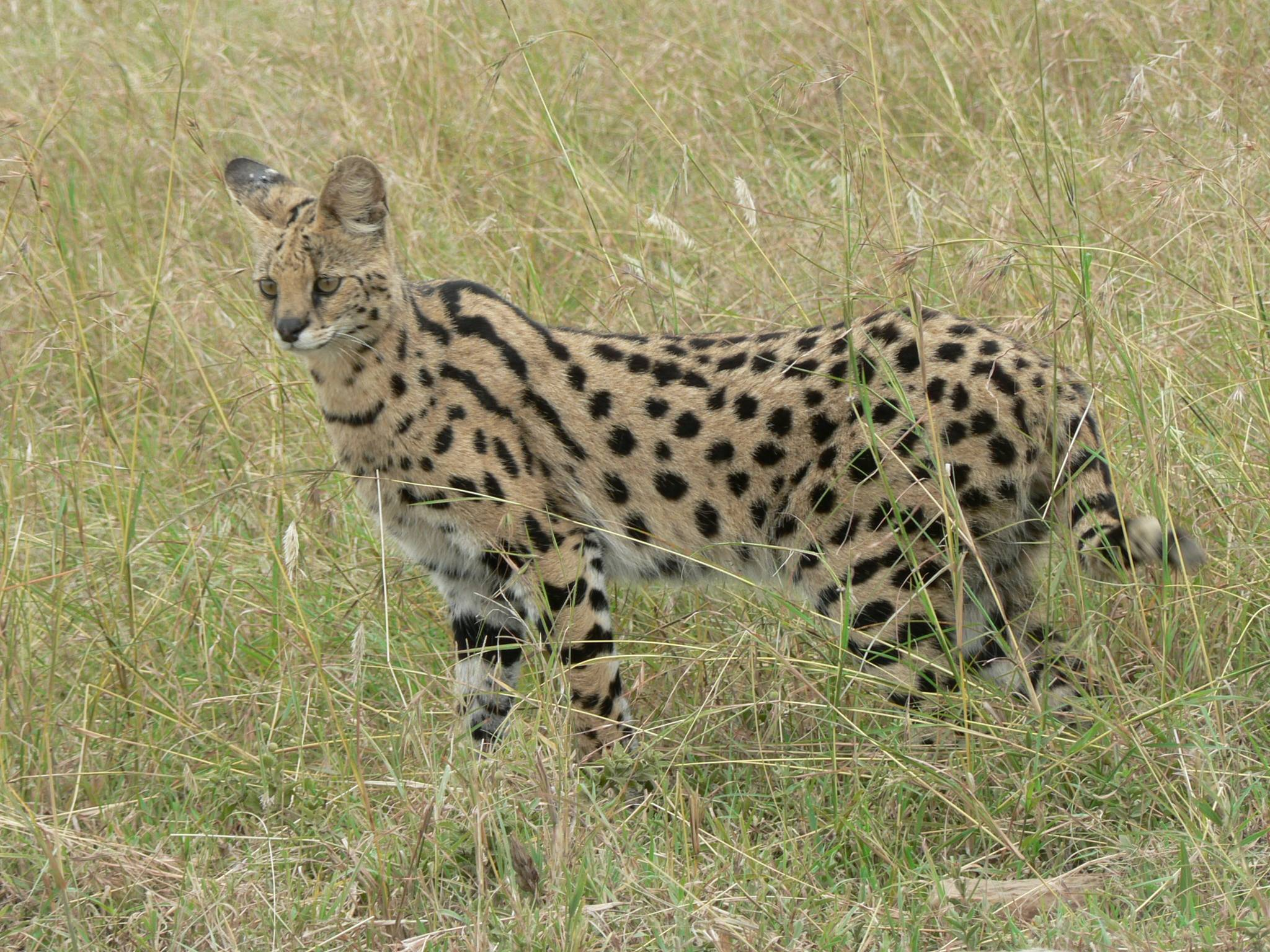

## Habilidades
Os servais podem saltar até 3 metros para apanhar aves em voo.
São felídeos bastante ágeis com longas patas e uma cabeça pequena.
Caçam de noite com incríveis habilidades, tácticas de espera e de batida, capturando muitos roedores, mamíferos, especialmente ratos-toupeiras e lagartos, por vezes gazelas e pequenos avestruzes.

## Habitats
Os servais habitam territórios bem definidos, em áreas pouco arborizadas em savanas, na proximidade de água, na África Subsariana.

## Subespécies
- Leptailurus serval serval: Extinta
- Leptailurus serval beirae: Presente em Moçambique
- Leptailurus serval brachyura: Do Senegal à Etiópia, através de todo o Sahel
- Leptailurus serval constantina: Subespécie norte africana, reduzida na actualidade a uns poucos núcleos nas montanhas da Argélia
- Leptailurus serval hamiltoni: Outra subespécie sul africana, distribuida a Este do Transvaal
- Leptailurus serval hindeio: Tanzânia
- Leptailurus serval ingridi: Namíbia, Sul do Botsuana e Zimbuabue
- Leptailurus serval kempi: Uganda
- Leptailurus serval kivuensis: República Democrática do Congo
- Leptailurus serval liposticta: Norte de Angola
- Leptailurus serval lonnbergi: Sul de Angola
- Leptailurus serval mababiensis: Norte do Botsuana
- Leptailurus serval robertsi: A terceira subespécie sul africana, a Oeste do Transvaal
- Leptailurus serval togoensis: Bosques do Togo e Benin